# Begonia porteri
Espèce
Synonymes
- Begonia bellii H.Lév.[1]
- Begonia cf. porteri Forrest 125 (préféré par NCBI)[2]
- Begonia porteri var. macrorhiza Gagnep.[1]
- Begonia porteri[2]

Begonia porteri est une espèce de plantes de la famille des Begoniaceae.
L'espèce fait partie de la section Coelocentrum.
Elle a été décrite en 1910 par Hector Léveillé (1863-1918) et Eugène Vaniot (?-1913).

## Répartition géographique
Cette espèce est originaire du pays suivant : Chine.

## Liste des variétés
Selon Tropicos (22 février 2017) :
- variété Begonia porteri var. porteri